# Historia de las creencias y las ideas religiosas
La Historia de las creencias y las ideas religiosas (en francés Histoire des croyances et des idées religieuses) es una obra en cuatro volúmenes, el último de ellos póstumo, escrita entre 1976 y 1986 por el filósofo, historiador de las religiones y novelista rumano Mircea Eliade.

## Contenido
La Historia de las creencias y las ideas religiosas es una de las últimas obras de Mircea Eliade. Aunque inicialmente tuvo la pretensión de escribir una obra reducida y concisa que pusiera de relieve la unidad fundamental de los fenómenos religiosos así como la inagotable novedad de sus expresiones, se conformó con el presente trabajo, el cual fue concebido originalmente en cuatro volúmenes, pero su salud y posterior fallecimiento impidieron que terminase el cuarto que pensaba dedicar a las religiones arcaicas y tradicionales de América, África y Oceanía; también faltaron dentro de su proyecto los capítulos referentes al pleno desarrollo del hindusimo, la China medieval y Japón.
Los tres volúmenes publicados dedicados fundamentalmente a las religiones de Asia y Europa son un compendio enciclopédico de todos sus conocimientos, desde la prehistoria hasta la época moderna. El esquema de la trilogía realiza un seguimiento cronológico de las manifestaciones de lo sagrado y los momentos creativos de las diferentes tradiciones. Su obra refleja fielmente su convicción de toda una vida referente a la unidad fundamental de todos los fenómenos religiosos.

### Estructura
Aunque ya habían salido a la luz tres tomos de su obra, faltaba uno que incluyese las religiones autóctonas de Australia, Oceanía, América del Sur, Central y del Norte, Japón, China, Indonesia y África Occidental. El cuarto tomo póstumo fue posible gracias a la participación de varios especialistas que siguieron las directrices temáticas de Mircea Eliade.
Los títulos definitivos de los cuatro volúmenes fueron los siguientes:
1. De la edad de piedra a los misterios de Eleusis
2. De Gautama Buda al triunfo del cristianismo
3. De Mahoma a la era de las Reformas
4. Desde la época de los descubrimientos hasta nuestros días